# Гетье, Фёдор Александрович
Фёдор Алекса́ндрович Гетье (4 (16) апреля 1863, Белёв, Тульская губерния — 11 апреля 1938, Москва) — русский и советский врач-терапевт; отец известного спортсмена и тренера Александра Гетье.

## Биография

### Ранние годы
Отец — Александр Фёдорович Гетье (1828—1891) — из иностранцев, служил лекарем в Московском университете; был приглашён заведовать Белёвской городской больницей в Тульской губернии. Женился на дочери мецената и попечителя больницы, почётного гражданина Амвросия Ивановича Прохорова — Анне Амвросиевне Прохоровой. В семье родилось 3 сына и дочь: Павел (в 1857), Любовь (в 1859), Александр (в 1860), Фёдор. В 1886 году А. Ф. Гетье было жаловано дворянство по выслуге со внесением в дворянскую книгу Московской губернии с женой и детьми.
Фёдор Гетье учился в 4-й Московской гимназии, которую окончил в 1880 году с серебряной медалью. Затем окончил естественное отделение физико-математического факультета (1884) и медицинский факультет (1888) Московского университета.

### Профессиональная деятельность
С 1889 года работал в Старо-Екатерининской больнице. С 1898 года был помощником главного врача Басманной больницы, главным врачом Московской городской лечебницы (санатория), главным врачом Басманной больницы. По поручению Врачебного совета при Московской городской управе (1903) участвовал в составлении проекта и в наблюдении за строительством Солдатёнковской больницы (ныне ГКБ имени С. П. Боткина), с 1910 года — главный врач этой больницы.
Во второй половине 1918 года был арестован, но освобождён по ходатайству московских врачей. По рекомендации В. А. Обуха он был утверждён лечащим врачом Я. М. Свердлова, после смерти которого был назначен профессором Лечебно-санитарного управления Кремля. С 1919 года был лечащим врачом В. И. Ленина и его семьи, врачом Л. Д. Троцкого и его семьи в 1920-х годах, также участвовал в лечении Н. И. Бухарина и Ф. Э. Дзержинского.
В 1920—1925 годах заведовал правительственным санаторием в Химках, с 1926 года — терапевтическим отделением Боткинской больницы.

### Смерть
Фёдор Александрович Гетье умер 11 апреля 1938 года. Похоронен на Новодевичьем кладбище в Москве. Могила Ф. А. Гетье входит в реестр недвижимого культурного наследия города Москвы как объект федерального значения.

## Награды
- Орден Трудового Красного Знамени (1930)[1][6]